# Стів Шоу (тенісист)
Стів Шоу (англ. Steve Shaw; нар. 1 січня 1963) — колишній британський тенісист.
Найвищу одиночну позицію світового рейтингу — 88 місце досяг 20 травня 1985, парну — 139 місце — 15 вересня 1986 року.
Здобув 1 парний титул.
Найвищим досягненням на турнірах Великого шолома було 3 коло в парному розряді.

## Фінали Гран-прі за кар'єру

### Парний розряд: 1 (1–0)
| Результат | Ранг | Дата     | Турнір         | Покриття | Партнер       | Суперники                    | Рахунок       |
| --------- | ---- | -------- | -------------- | -------- | ------------- | ---------------------------- | ------------- |
| Перемога  | 1–0  | Вер 1985 | Бордо, Франція | Ґрунт    | Девід Фелгейт | Лібор Пімек Блейн Вілленборг | 6–4, 5–7, 6–4 |

## Титули на челленджерах

### Одиночний розряд: (1)
| Ранг | Рік  | Турнір           | Покриття | Суперник        | Рахунок  |
| ---- | ---- | ---------------- | -------- | --------------- | -------- |
| 1.   | 1984 | Салоніки, Греція | Ґрунт    | Стефан Свенссон | 6–2, 6–4 |

### Парний розряд: (1)
| Ранг | Рік  | Турнір           | Покриття | Партнер       | Суперники                              | Рахунок  |
| ---- | ---- | ---------------- | -------- | ------------- | -------------------------------------- | -------- |
| 1.   | 1984 | Салоніки, Греція | Ґрунт    | Джеремі Бейтс | Джордж Каловелоніс Слободан Живоїнович | 6–2, 6–4 |